# 西稙田村
西稙田村（にしわさだむら）は、大分県大分郡にあった村。現在の大分市の一部にあたる。

## 地理
- 河川：大分川[3]

## 歴史
- 1889年（明治22年）4月1日、町村制の施行により、大分郡小野津留村、田原村、横瀬村、鬼崎村が合併して村制施行し、西稙田村が発足[1][2]。旧村名を継承した小野津留、田原、横瀬、鬼崎の4大字を編成[2]。
- 1894年（明治27年）11月29日、大字鬼崎の同尻・小野地区を大分郡谷村に編入[1][4]。
- 1907年（明治40年）4月1日、大分郡稙田村と合併し稙田村が存続して廃止された[1][2]。

## 産業
- 農業